# Écauville
Écauville é uma comuna francesa na região administrativa da Normandia, no departamento de Eure. Estende-se por uma área de 3,36 km². Em 2010 a comuna tinha 112 habitantes (densidade: 33,3 hab./km²).